# Zaletta rubroclava
Zaletta rubroclava är en insektsart som beskrevs av Webb 1983. Zaletta rubroclava ingår i släktet Zaletta och familjen dvärgstritar. Inga underarter finns listade i Catalogue of Life.